# JBL (azienda)
JBL (dalle iniziali del fondatore James Bullough Lansing) è una società statunitense specializzata nella produzione di altoparlanti e diffusori acustici, di proprietà della Harman International Industries. Ha sede a Northridge, nella città di Los Angeles.

## Storia
L'azienda è stata fondata da James Bullough Lansing, un anno dopo aver lasciato la Altec Lansing, dove ricopriva la carica di vicepresidente. La nuova azienda si dedicò alla progettazione e produzione di componenti per altoparlanti e attrezzature audio per il mercato del cinema.
Nel 1969 JBL fu venduta alla società Jervis, che in seguito è divenuta Harman International Industries. Il marchio JBL è stato mantenuto dalla nuova società e si distingue per i suoi prodotti, alcuni dei quali utilizzati in ambito professionale come in studi di registrazione, sale da concerto, cinematografi e spettacoli all'aperto. I suoi prodotti sono stati utilizzati anche per sviluppare lo standard THX.
Nel 2017 il marchio JBL e tutto il gruppo Harman sono stati acquistati da Samsung per 8 miliardi di dollari. La società è organizzata in due divisioni indipendenti: JBL Consumer e JBL Professional per il mercato professionale. In Italia il marchio è distribuito e commercializzato da JVC Kenwood.